# 1100 en santé et médecine
| Années de la santé et de la médecine : 1097 - 1098 - 1099 - 1100 - 1101 - 1102 - 1103    |
| Décennies de la santé et de la médecine : 1070 - 1080 - 1090 - 1100 - 1110 - 1120 - 1130 |

## Divers
- Un certain Archimbaud-Le-Blanc, « dont on croit généralement [qu'il] était un bâtard de la maison de Beaujeu », fonde l'hospice d'Aigueperse, en Auvergne, établissement qui sera transformé en 1288 en chapitre séculier par Hugues d'Arcy, évêque d'Autun[1],[2].
- Vers 1100 : naissance, à Biddenden, dans le Kent, des sœurs Chulkurst, jumelles siamoises jointes par les hanches et par les épaules et dont une tradition non vérifiée rapporte qu'à la mort, à trente-quatre ans, de Mary, Eliza refusera d'être séparée de sa sœur par les chirurgiens et lui survivra pendant six heures[3].

## Publications
- Compilation de préceptes de l'école de Salerne longtemps attribuée au seul Jean le Milanais, le Regimen scholae Salernitanae est présenté à Robert Courteheuse venu se faire soigner d'une blessure reçue en Palestine[4].
- Vers 1100 :
  - Une équipe de médecins de Salerne compose le Grand Antidotaire (Antidotarium magnum), ouvrage « qui compte plus de mille formules qui sont empruntées aussi bien à la pharmacopée gréco-arabe qu'à la Mönschsmedizin [« médecine monastique »] du Haut Moyen Âge » et qui sera abrégé au XIIIe siècle sous le titre et l'attribution d'Antidotaire de Nicolas (Antidotarium Nicolaï[5]).
  - Parution des Cantatorium sancti Huberti et du Liber secundus miraculorum, qui établissent la réputation de saint Hubert, ordinaire guérisseur d'aveugles et de paralytiques, comme spécialiste de la rage[6].
  - Archimatthaeus rédige son traité De adventu medici ad ægrotum, « sur la manière dont le médecin doit se comporter auprès des malades[7],[8] ».

## Personnalités
- Fl. Hildegaire, médecin, cité dans une charte de l'abbaye Saint-Serge d'Angers[9].
- 1045-1100 : fl. Jean Surdus, médecin d'Henri Ier, roi des Francs[10].
- 1050-1100 : Trotula († 1097), Garioponto (it) (fl. 1020-1050) et Constantin l'Africain (1020-1087) ont enseigné à Salerne dans la seconde moitié du XIe siècle[11]
- 1080-1100 : fl. Jean, médecin dont le frère est cité dans une charte de l'abbaye Saint-Vincent du Mans[9].
- Vers 1100 :  fl. Engebaud, médecin, chanoine du Mans, propriétaire à Lucé[9].
- 1100 ? – 1156 ? : fl. Bartholomeus, médecin renommé, auteur d'une Practica et important commentateur de l'Articella[12].

## Naissances
- Vers 1100 :
  - Al Idrissi (mort vers 1165 ou en 1175-1176), géographe, botaniste et médecin arabe, auteur  d'une importante pharmacopée mentionnée sous divers titres, dont celui de Kitāb al-Jāmiʿ li-ṣifāt aštāt al-nabāt wa ḍurūb anwāʿ al-mufradāt (« Livre des propriétés de diverses plantes et remèdes variés »), où les noms sont donnés en plusieurs langues, dont le syriaque, le grec, le persan, le hindi, le latin ou le berbère[13].
  - Hugues de Fouilloy (mort en 1173), auteur d'un ouvrage sur l’étiologie et le traitement des troubles mentaux, le De medicina animae (« De la médecine de l'âme »), rédigé entre 1125 et 1132, « texte remarquable, bien qu'inachevé[14] ».

## Décès
- Mai-juin : Ibn Jazla (né à une date inconnue), médecin chrétien de Bagdad converti à l'islam et dont les deux œuvres les plus importantes sont le Taqwim al-abdan, manuel illustré de thérapeutique, et le Minhah al-Bayan, traité de pharmacie et de diététique[15].